# Alcmène
Pour les articles homonymes, voir Alcmène (homonymie).
Dans la mythologie grecque, Alcmène (en grec ancien Ἀλκμήνη / Alkmếnê, en dialecte dorien Ἀλκμάνα / Alkmána) est une mortelle, fille d'Électryon et d'Eurydice, épouse d'Amphitryon et mère d'Iphiclès et d'Héraclès.

## Mythe
Elle fut séduite, en l'absence de son mari, par Zeus qui avait pris l'apparence de ce dernier. Ils passèrent ensemble trois nuits et partagèrent une coupe, un carchesion que, selon le Traité des Limites de l’historien Charon de Lampsaque, Sparte gardait encore en ses murs. Elle donna naissance par la suite à Iphiclès, fils issu des œuvres d'Amphitryon et, un jour après, à Héraclès, dont le père était cette fois son amant divin. Apprenant l'infidélité de sa femme, Amphitryon la condamna au bûcher. Mais, Zeus la sauva en éteignant les flammes par une averse soudaine. À la mort de son mari, elle suivit ses deux fils dans leurs exploits. Après la mort d'Héraclès, elle dut s'enfuir à Athènes pour échapper à la haine d'Eurysthée. Lorsque ce dernier périt, on apporta sa tête à Alcmène qui lui arracha les yeux. Elle retourna ensuite à Thèbes, où elle vécut jusqu'à un âge avancé. À sa mort, elle fut conduite par Zeus sur les îles des Bienheureux, où elle épousa Rhadamanthe, l'un des trois juges des Enfers.
Ce fut l'une des ombres rencontrées par Ulysse aux enfers.

## Sources
- Athénée, Deipnosophistes [détail des éditions] (lire en ligne) (Livre XI, 475c).
- Pseudo-Apollodore, Bibliothèque [détail des éditions] [lire en ligne] (II, 4, 5 ; II, 4, 8 ; II, 8, 1).
- Pseudo-Hésiode, Bouclier d'Héraclès [détail des éditions] [lire en ligne] (passim).
- Homère, Iliade [détail des éditions] [lire en ligne] (XIV, 323 ; XIX, 99), Odyssée [détail des éditions] [lire en ligne] (II, 120 ; XI, 266).
- Pausanias, Description de la Grèce [détail des éditions] [lire en ligne] (I, 41, 1).
- Plutarque, Vies parallèles [détail des éditions] [lire en ligne] (Thésée, VII, 1).